# Gustave Glotz
Gustave Glotz (Haguenau, 17 febbraio 1862 – Parigi, 16 aprile 1935) è stato uno storico francese specializzato nell'antica Grecia. Sostenne la tesi secondo cui la storia non segue mai un percorso rettilineo e semplice.
È noto per i suoi studi sulla storia economica e sulla città greca: Études socials et juridiques sur l'antiquité grecque (1906), Le travail dans la Grèce ancienne (1920), La Civilisation Égéenne (1923) e Cité Grecque (1928).
Fu fondatore della collana Evolution de l'Humanité, e direttore, dal 1907 al 1920, della Revue des études grecques.
Secondo Glotz, i primi uomini che arrivarono in Grecia erano pastori seminomadi che arrivavano dai Balcani. Il loro fulcro era il clan patriarcale, i cui membri discendevano tutti da uno stesso patriarca e adoravano lo stesso dio. L'unione di più clan costituiva delle "fratellanze", ossia delle compagnie d'arme. Quando queste compagnie dovevano compiere grandi imprese, si riunivano in un piccolo numero di tribù, le quali erano del tutto indipendenti quanto all'ambito religioso, politico e militare, ma che riconoscevano tutte l'autorità di un re supremo come loro capo.
Glotz individuò due inizi relativi alla città antica: un'epoca arcaica (1500-1400 a.C.), corrispondente all'età minoica, con la formazione dei primi nuclei urbani in Grecia, e un'epoca dorica, ossia la fase del Medioevo ellenico, caratterizzata da caos ed invasioni, alla quale sopravvissero solo le città fortificate e le acropoli, che permettevano di dominare saldamente i territori.

## Opere in italiano
- La città greca, traduzione di Paolo Serini, Collana Biblioteca di cultura storica n.30, Torino, Einaudi, I ed. 1948. Collana Saggi n.513, Einaudi, Torino, 1973-1984
- La civiltà egea, traduzione di Domenico Fajella, Collana Biblioteca di cultura storica n.47, Einaudi, I ed. 1953 - 1980. Il Saggiatore, Alberto Mondadori Editore, 1969